# ソユーズTM-1
ソユーズTM-1（Союз ТМ-1 / Soyuz TM-1）は1986年に行われたソユーズTMの無人宇宙飛行試験。ソユーズTMはサリュート計画で使用されたソユーズTの後継型であり、ミール宇宙ステーション計画で使用されることになっていた。この飛行がソユーズTMの初飛行となった。
1986年5月21日にソユーズU2ロケットにより打ち上げられ、同月23日ミールにドッキング、同月29日にアンドッキングし、翌日に地上に帰還した。

## ミッション情報
- 機体: ソユーズ7K-STM
- 重量: 6450 kg
- クルー: 無人
- 打上げ: 1986年5月21日
- 帰還: 1986年5月30日